# Michael T. Weiss
Michael Terry Weiss (ur. 2 lutego 1962 w Chicago) – amerykański aktor i reżyser. Odtwórca roli Jaroda Russella w serialu NBC Kameleon (1996–2000).

## Wczesne lata
Urodził się w Chicago w stanie Illinois w rodzinie żydowskiej jako jedyny syn i jedno z trojga dzieci gospodyni domowej i pracownika fabryki stali. Wychowywał się z dwiema siostrami, jedna z nich Jamie Sue została charakteryzatorką. Uczęszczał do szkoły średniej Glenbrook North High School w Northbrook w Illinois, gdzie rozwijał swoje umiejętności w drużynie pływackiej i koszykarskiej. W 1984 ukończył studia na wydziale teatralnym i zdobył licencjat ze sztuk pięknych na Uniwersytecie Południowej Kalifornii w Los Angeles. Pracował jako trener fitness, a jego klientami byli między innymi Pierce Brosnan i James Brolin.

## Kariera sceniczna
W szkole średniej uczył się aktorstwa w pracowni Second City Workshop w Chicago, gdzie swoje kariery rozpoczynali: Alan Alda, Dan Aykroyd, John Belushi, Bill Murray, Mike Nichols, Joan Rivers, Bonnie Hunt i Sean Hayes. Występował z trupą improwizujących komików z programem Little Bastards Fun Day.
W 1992 wyreżyserował i napisał scenarzysta sztuki Streams of Consciousness wystawianej na scenie Met Theatre w Los Angeles. Był także reżyserem spektaklu Los pędzlem malowany (Brush with Fate) w West Coast Theatre Ensemble.
Wystąpił na scenie w roli Bergera w musicalu Hair w Santa Rosa Repetory Theatre, gdzie zagrał także w komedii szekspirowskiej Poskromienie złośnicy jako Tranio. Związał się z Huntington Theatre Company, gdzie wystąpił w sztukach: Urodzony ten (Burn This, 2004) Lanforda Wilsona jako szalony i nieobliczalny Pale oraz Niebezpieczne związki (Les Liaisons Dangereuses, 2006) w roli Valmonta. Pojawił się także w spektaklu Niedobór (Scarcity) w roli Herba Lawrence’a. 
W 2008 był nominowany do Drama Desk Award za rolę Herba w produkcji off-Broadwayowskiej Niedostatek. W 2009 trafił na Broadway jako Douglas Finch w spektaklu Impressionism.

## Kariera ekranowa
Już jako dziecko brał udział w reklamach lokalnej telewizji. W wieku 18 lat zadebiutował na dużym ekranie w dramacie Roberta Redforda Zwyczajni ludzie (Ordinary People, 1980) u boku Donalda Sutherlanda i Mary Tyler Moore. Od 8 sierpnia 1985 do 1 marca 1990 grał postać Michaela Williama „Mike’a” Hortona w operze mydlanej NBC Dni naszego życia (Days of Our Lives), za którą w 1988 został uhonorowany nagrodą Soap Opera Digest. W komediodramacie Jeffrey (1995) stworzył rolę homoseksualnego Steve’a Howarda, barmana zarażonego wirusem HIV, a jednocześnie filmowego obiektu pożądania Stevena Webera. Rozpoznawalność zyskał jako Jarod − geniusz, który posiada formę empatii i talent przenikania myśli innych ludzi oraz przejmowania ich wiedzy, dzięki czemu perfekcyjnie wciela się w dowolną postać, a swoje zdolności intelektualne i psychiczne wykorzystuje do wolnej od przemocy walki o sprawiedliwość w serialu NBC Kameleon (The Pretender, 1996–2000). Rola ta przyniosła mu nominację do Nagrody Saturna w kategorii najlepszy aktor telewizyjny (1998) i dwie nominacje do Nagrody Satelity (1998–99). Wyreżyserował także jeden odcinek pt. Duchy z przeszłości (Ghosts from the Past, 2000).

## Filmografia

### Filmy
- 1980: Zwyczajni ludzie (Ordinary People)
- 1988: Skowyt 4: Koszmar nocny (Howling IV: The Original Nightmare) jako Richard Adams
- 1993: Anioł 4: Śmiercionośna broń (Angel 4: Undercover) jako Ryan Gersh
- 1995: Jeffrey jako Steve Howard
- 1996: Spojrzenie mordercy (Freeway) jako Larry
- 1999: Spojrzenie mordercy 2 (Freeway II: Confessions of a Trickbaby) jako Drifter
- 2000: Pamiętnik Czerwonego Pantofelka 18: Gra (Red Shoe Diaries 18: The Game) jako nowy człowiek
- 2000: Kwota netto (Net Worth) jako Michael Winslow
- 2001: Bones jako detektyw Lupovich
- 2002: Pisane krwią (Written in Blood) jako Matthew Ransom
- 2002: Tarzan i Jane (Tarzan & Jane) jako Tarzan (głos)
- 2004: Marmolada (Marmalade) jako Peter
- 2004: Until the Night jako Daniel
- 2005: Iowa jako Larry Clarkson
- 2005: Confessions of an Action Star jako narkotykowy lord
- 2007: Przekwitanie (Fade) jako dr McCabe
- 2010: Seks w wielkim mieście 2 (Sex and the City 2) jako gej na przyjęciu weselnym

#### Filmy TV
- 1988: Weź moje córki (Take My Daughters, Please) jako Joe Blake
- 1990: Wielkie trzęsienie ziemi (The Big One: The Great Los Angeles Earthquake) jako Larry
- 1990: Cienie mroku (Dark Shadows) jako Joe Haskell
- 1995: Pamiętaj mnie (Remember Me) jako Scott Covey
- 2001: Kameleon: Wyspa przeklęta (The Pretender: Island of the Haunted) jako Jarod
- 2001: Kameleon: 2001 (The Pretender 2001) jako Jarod

#### Seriale
- 1985-90: Dni naszego życia (Days of Our Lives) jako Michael William 'Mike' Horton
- 1991: Cienie mroku (Dark Shadows) jako Joe Haskell
- 1992: Malibu Road 2000 jako Roger Tabor
- 1994: Pamiętnik Czerwonego Pantofelka (Red Shoe Diaries) jako nowy człowiek
- 1994: Przygoda na Dzikim Zachodzie (The Adventures of Brisco County Jr.) jako Johnny
- 1996–2000: Kameleon (The Pretender) jako Jarod
- 1999–2000: Portret zabójcy (Profiler) jako Jarod
- 2001–2003: Legenda Tarzana (The Legend of Tarzan) jako Tarzan (głos)
- 2002: Projekt Zeta (The Zeta Project) jako dr Winhelm
- 2002: Liga Sprawiedliwych (Justice League) jako Etrigan (głos)
- 2003: Mumia (The Mummy: The Animated Series) jako Nizam Toth/Dark Medjai
- 2003–2004: Jordan w akcji (Crossing Jordan) jako James Horton
- 2004: Klub domowy (Clubhouse)
- 2005: Liga Sprawiedliwych (Justice League) jako Jason Blood (głos)
- 2005–2007: Opowieści z Kręciołkowa (Higglytown Heroes) jako Mountain Rescue (głos)
- 2009–2011: Batman: Odważni i bezwzględni (Batman: The Brave and the Bold) jako Adam Strange (głos)
- 2011: Zaprzysiężeni (Blue Bloods) jako Sonny Malevsky
- 2011: Tożsamość szpiega (Burn Notice) jako Holcomb
- 2012–2013: Liga Młodych (Young Justice) jako kpt. Atom (głos)

#### Filmy krótkometrażowe
- 2006: Razor Sharp jako Dex

#### Gry wideo
- 1999: Planescape: Torment jako The Nameless One (głos)
- 2003: Władcy EverQuest (Lords of EverQuest) jako lord Kadian (głos)
- 2003: Freelancer jako Orillion (głos)